# Where the Light Goes
Where the Light Goes è il quinto album in studio del gruppo musicale statunitense Matchbox Twenty, pubblicato nel 2023.

## Tracce
1. Friends – 4:46 (Paul Doucette)
2. Wild Dogs (Running in a Slow Dream) – 3:30 (Rob Thomas, Doucette, Wattenberg)
3. Rebels – 3:44 (Thomas, Doucette)
4. One Hit Love – 3:43 (Thomas, Doucette, Wattenberg)
5. Warm Blood – 3:48 (Doucette)
6. Queen of New York City – 3:32 (Thomas, Eric Arjes, Jeffrey Joseph East)
7. Where the Light Goes – 3:52 (Thomas)
8. Hang on Every Word – 4:08 (Doucette)
9. Don't Get Me Wrong – 2:53 (Thomas, David Garcia, Craig Wiseman)
10. I Know Better – 3:48 (Kyle Cook)
11. No Other Love (featuring Amanda Shires) – 3:36 (Doucette, Deana Carter)
12. Selling Faith – 3:18 (Thomas)

## Formazione
- Rob Thomas – voce (tracce 1–9, 11–12), cori (1–3, 6, 9, 10)
- Brian Yale – basso (tutte)
- Paul Doucette – cori (1–6, 8, 10, 11–12), batteria (1–5, 7, 8, 10, 11), chitarra (1–5, 7, 11–12), tastiera (1–3, 5, 7, 8, 11), programmazione (1, 2, 5, 11), piano (2, 8, 11–12), batteria addizionale (6)
- Kyle Cook – chitarra (tutte), cori (1–4, 6, 7, 9, 12), mandolino (1, 3, 7), tastiera (3, 10, 12), ukulele (3, 6, 8), banjo (3), piano (6, 7, 9, 12), voce (10)

## Classifiche
| Classifica (2023) | Posizione raggiunta |
| ----------------- | ------------------- |
| Stati Uniti       | 53                  |